# Сан Пелегрино (Перуђа)
Сан Пелегрино је насеље у Италији у округу Перуђа, региону Умбрија.
Према процени из 2011. у насељу је живело 553 становника. Насеље се налази на надморској висини од 799 м.